# De Tijd
Ne pas confondre avec le journal catholique De Tijd.
 (février 2025).
Si vous disposez d'ouvrages ou d'articles de référence ou si vous connaissez des sites web de qualité traitant du thème abordé ici, merci de compléter l'article en donnant les références utiles à sa vérifiabilité et en les liant à la section « Notes et références ».
De Tijd (en français : « Le Temps ») est un quotidien belge néerlandophone.
C'est le pendant néerlandophone du journal L'Echo. Il ne paraît pas le lundi.

## Historique
En 1968, le journal est créé sous le nom De Financieel-Economische Tijd (en français : « Le Temps économique et financier »). C'est en 2003 qu'il prend son titre actuel De Tijd.

## Diffusion
De Tijd a, pour maintenir son lectorat, diversifié les sujets traités.
| Année | Diffusion |
| ----- | --------- |
| 1999  | 63 799    |
| 2000  | 67 209    |
| 2001  | 66 835    |
| 2002  | 59 144    |
| 2003  | 50 109    |
| 2004  | 48 369    |
| 2005  | 47 557    |
| 2006  | 48 751    |
| 2007  | 46 178    |
| 2008  | 47 152    |
| 2009  | 43 110    |
| 2010  | 42 892    |
| 2011  | 40 075    |
| 2012  | 39 201    |

## Slogans
De Tijd a souvent changé de slogans, et ce, spécifiquement récemment.
| Année       | Slogan                                 | Traduction                                     |
| ----------- | -------------------------------------- | ---------------------------------------------- |
| 1968 - 1996 | Het Lijfblad van de Manager            | Le magazine préféré du manager                 |
| 1996 - 2002 | Voorkennis van Zaken                   | La prescience des affaires                     |
| 2002 - 2003 | Uit op Inzicht                         | Vers la perspicacité                           |
| 2003 - 2006 | De Essentie                            | L'essentiel                                    |
| 2006 - 2007 | Voorkennis van Zaken                   | La prescience des affaires                     |
| 2008 - 2010 | Tel mee                                | Comptez dessus                                 |
| Depuis 2010 | Voor belangrijke zaken neemt u De Tijd | Pour les affaires d'importance, prenez De Tijd |